# Antimachia
Antimachia (în greacă Αντιμάχεια, transliterat: Antimacheia) este un oraș de pe insula Kos, în Arhipelagul Dodecanez, Grecia.